# Прітхіпал Сінґг
Прітхіпал Сінґг (28 січня 1932 — 20 травня 1983) — індійський хокеїст на траві.
Олімпійський чемпіон 1964 року, срібний призер 1960 року, бронзовий призер 1968 року.
Переможець Азійських ігор 1966 року, срібний призер 1962 року.